# IC 4029
IC 4029 ist eine linsenförmige Galaxie vom Hubble-Typ S0 im Sternbild der Jagdhunde. Sie ist rund 318 Millionen Lichtjahre von der Milchstraße entfernt.
Die Galaxie wurde am 21. März 1903 von Max Wolf entdeckt.